# Chaerophyllum elegans
Chaerophyllum elegans là một loài thực vật có hoa trong họ Hoa tán. Loài này được Gaudin mô tả khoa học đầu tiên năm 1828.